# Santuario della Madonna delle Grazie (Brescia)
Il Santuario della Madonna delle Grazie è una chiesa di Brescia, con funzione principalmente votiva e meditativa, situata lungo via delle Grazie, adiacente all'omonima basilica di Santa Maria delle Grazie.
Il piccolo santuario sorge su una chiesa del Duecento variamente ricostruita nel corso dei secoli, in particolare alla fine dell'Ottocento, quando è stato eseguito un rifacimento radicale degli interni. Il santuario è oggi il maggior esempio di arte e architettura neogotica ottocentesca in città.

## Storia

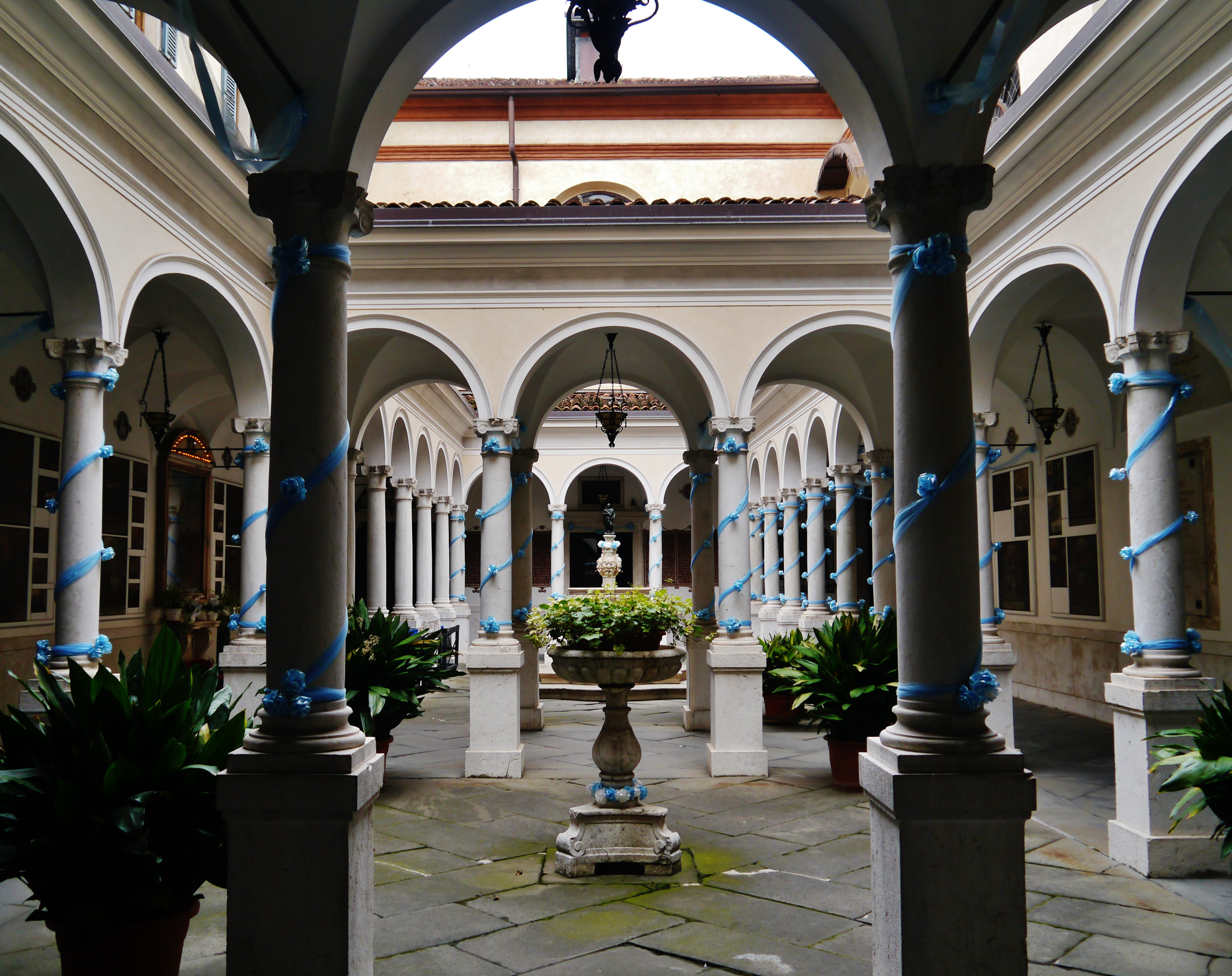
I chiostri.

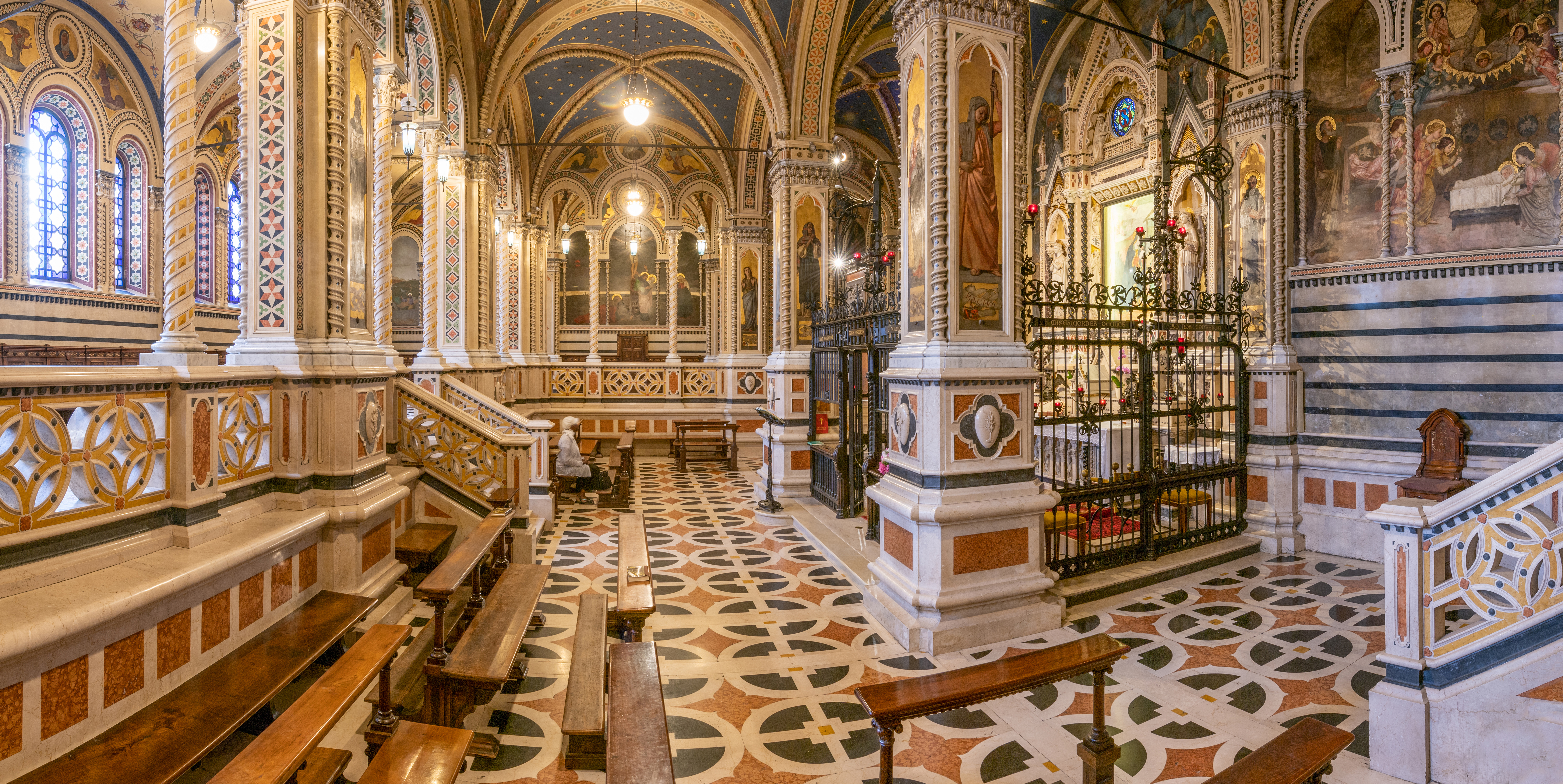
Interno del santuario.

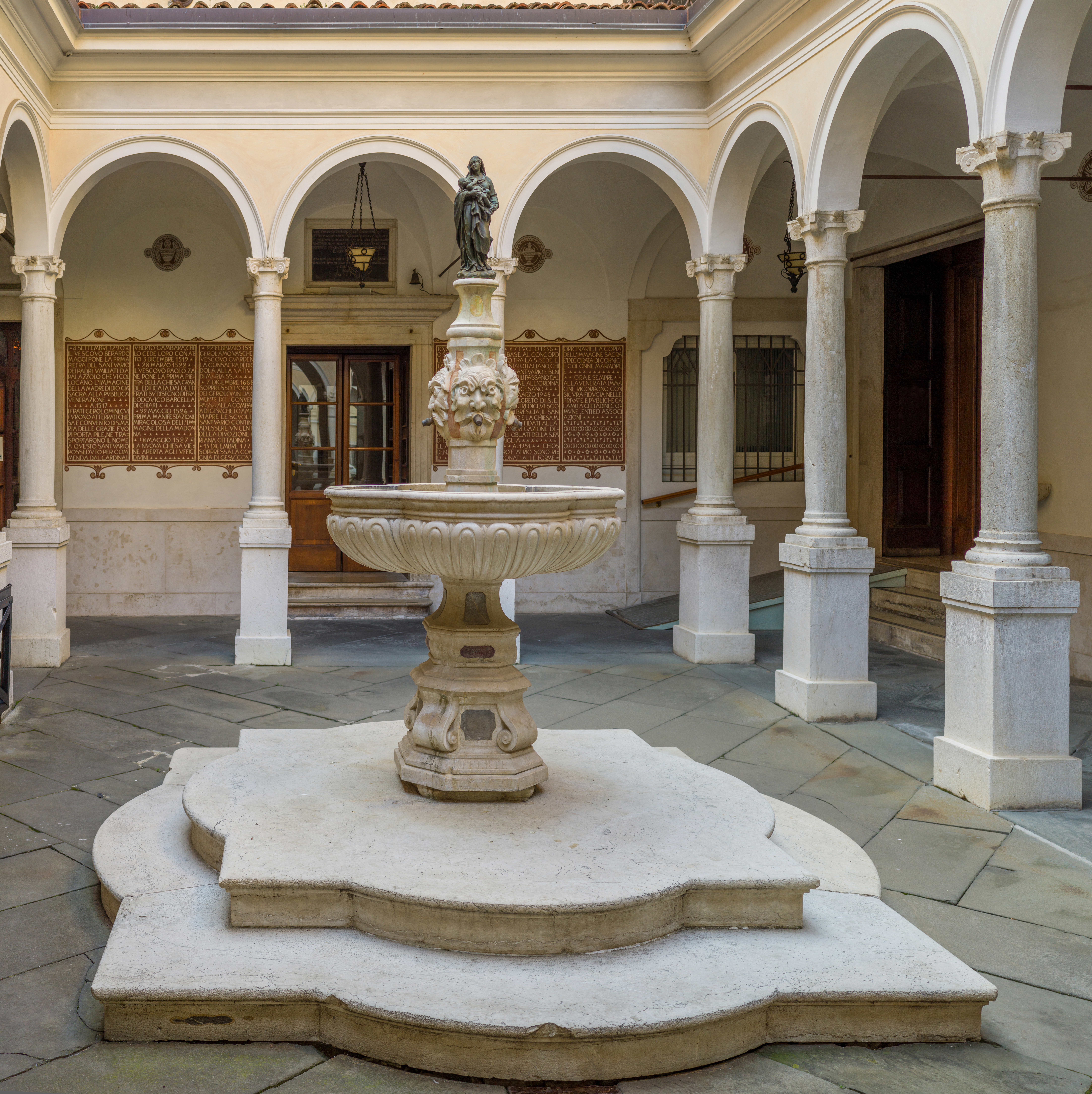
Madonna in bronzo di Santo Calegari.

Altare del santuario con Natività del quattrocento.

Il santuario sorge nel luogo dell'antica chiesa di Santa Maria di Palazzolo, costruita nel XIII secolo da un gruppo di Umiliati provenienti da Palazzolo sull'Oglio. Gli Umiliati erano comunque presenti a Brescia già dalla fine del XII secolo: in una lettera del 1254 vengono particolarmente lodati da Papa Innocenzo IV per il fervore religioso e la grande operosità. Berardo Maggi, vescovo di Brescia dal 1275 al 1308, favorì il loro radicamento nel territorio cittadino, incaricandoli della riscossione dei dazi, della vendita del sale e del pane e dell'arbitraggio di controversie. Per agevolare le operazioni di esazione dei tributi, le case degli Umiliati sorgevano spesso in corrispondenza delle porte urbiche e dei ponti sui vari corsi d'acqua che attraversavano la città come il Bova, il Celato e il Dragone. La chiesa di Santa Maria di Palazzolo sorse infatti nei pressi di Porta San Giovanni, a ovest della cortina muraria cittadina. L'antica chiesetta comprendeva un semplice vano rettangolare di modeste dimensioni, coperto da travature lignee. Il piccolo ambiente viene rinnovato nel corso del Trecento con l'erezione di una serie di volte a crociera costolonate e ampliato in pianta rispetto alla struttura originaria. Un importante apparato di affreschi impreziosiva le pareti dell'edificio: dell'intero ciclo pittorico sopravvivono solo alcuni frammenti attualmente conservati presso la pinacoteca Tosio Martinengo, dove furono portati per ragioni di salvaguardia alla fine dell'Ottocento. Si segnala in particolare un lacerto di gusto bizantino con la figura dell'Arcangelo Gabriele, proveniente da una più vasta Annunciazione degli inizi del Trecento, una Madonna lactans, la Veronica con il sudario e i Santi Francesco e Antonio con devota della fine del secolo.
Sul finire del Quattrocento le cronache accennano ad una grave crisi morale che travolge alcuni esponenti umiliati: si rende così necessario l'intervento del cardinale Uberto Gambara, che nel 1517 insedia i Gerolamini nel convento con l'incarico di riformarlo. I Gerolamini, presenti a Brescia dalla metà del Quattrocento, avevano inoltre appena abbandonato la loro primitiva residenza a nord della città: nel 1517, infatti, dopo la triste esperienza del sacco operato nel 1512 dai soldati di Gaston de Foix-Nemours, la Repubblica di Venezia, ripreso il controllo della città, ordina da cosiddetta "spianata", ovvero la distruzione di qualsiasi edificio attorno alle mura nel raggio di circa un chilometro e mezzo. Anche la chiesa dei Gerolamini viene atterrata e l'intervento di Uberto Gambara dà loro nuova sede. I frati avviano quindi la riforma del monastero e costruiscono una nuova, più grande chiesa a fianco dell'antica, che non viene comunque distrutta e rimane in funzione di santuario. Frate Ludovico Barcella vi fa collocare una Natività del Quattrocento, che era oggetto di particolare venerazione per alcuni miracoli che le erano stati attribuiti ed era stata pertanto trasferita dalla chiesa abbattuta. Le pareti dell'edificio vengono impreziosite nel Seicento da affreschi di Tommaso Sandrino e Francesco Giugno, oggi perduti. Nel 1860 è registrato un intervento decorativo del pittore Giuseppe Ariassi, che esegue una Deposizione e figure di Santi.
Nell'ultimo quarto dell'Ottocento l'edificio è finalmente interessato da un radicale intervento di recupero che porta alla completa trasfigurazione della sua architettura tradizionale. Per valorizzare il piccolo santuario, piuttosto spoglio ed oscuro ma sempre intensamente frequentato, il Comune decide di provvedere al suo restauro, affidando l'incarico all'architetto Antonio Tagliaferri, che ne porta a compimento la realizzazione fra il 1875 e il 1897 ricorrendo all'opera di numerosi decoratori, pittori e scultori. I lavori vengono infine completati tra il 1899 ed il 1907 con il posizionamento degli arredi progettati dallo stesso Tagliaferri.

## Opere
Nell'intervento ricostruttivo, l'antico altare e la venerata immagine della Madonna, strappata dal supporto originario, vengono riposizionati sul lato nord dell'edificio, in modo da consentire l'apertura di ampie finestre sul lato sud, esposto alla luce. Intorno all'immagine sacra viene creato un recinto in ferro, protetto da una balconata con inserti marmorei e colonnine tortili, che realizzava una distinzione fra gli spazi percorsi dai fedeli e la zona riservata all'officiante. Il santuario assume una preziosissima decorazione neogotica, con marmi, terrecotte e affreschi realizzati appositamente. La decorazione marmorea viene commissionata al lapicida rezzatese Davide Lombardi, che riproduce nei plinti delle colonne alcuni simboli mariani. La stuccatura delle lesene e delle innumerevoli cornici viene affidata invece alla famiglia Pedruzzi di Bergamo. La decorazione dipinta, realizzata con la tecnica della tempera a encausto, viene eseguita da Modesto Faustini, al quale si devono l'Annunciazione e la Visitazione ai lati dell'altare e le figure di Cristo, della Madonna e dei Santi nei medaglioni presenti nelle lunette e sugli archi. Alla morte dell'autore i lavori vengono portati a termine da Cesare Bertolotti, che realizza la Crocifissione di Cristo, la Nascita, lo Sposalizio e l'Assunzione della Vergine nei trittici a lato dell'altare e Personaggi dell'Antico Testamento nelle lesene circostanti. Il soffitto del presbiterio, con sfondo blu rivestito di stelle dorate, è opera dei pittori Salvi, Franchini e Chimeri.

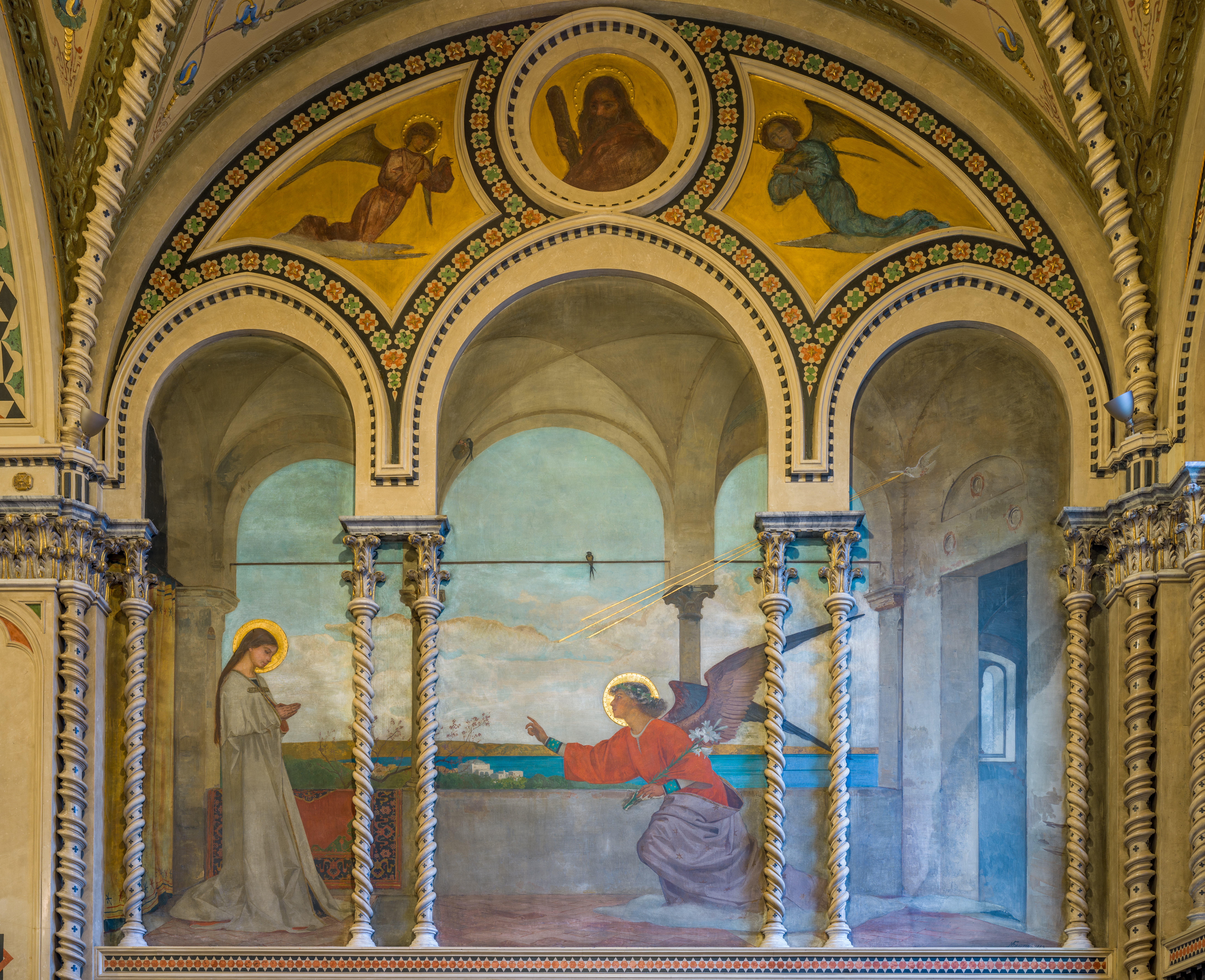
Annunciazione di Modesto Faustini.
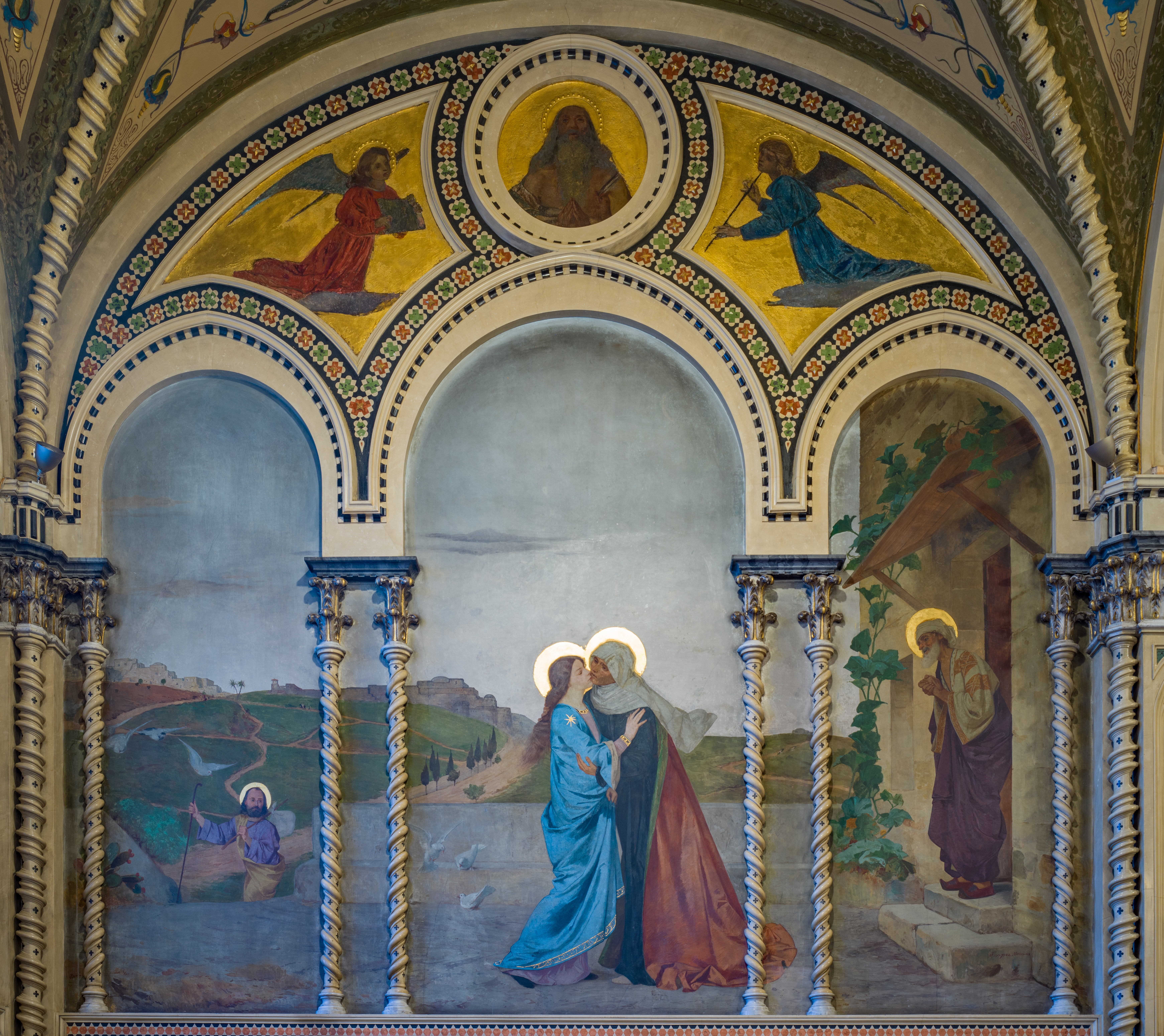
Visitazione di Modesto Faustini.
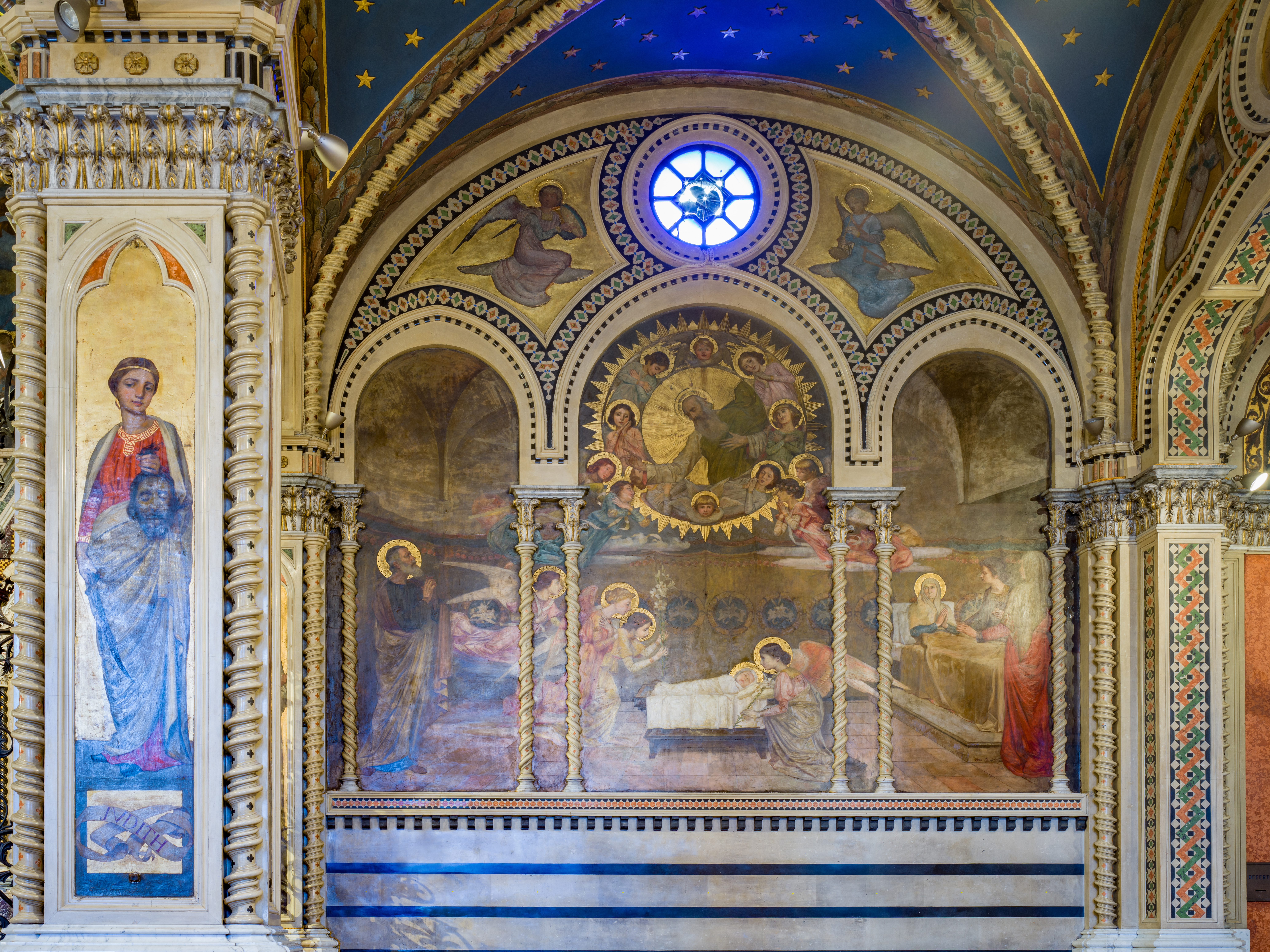
Natività di Maria di Cesare Bertolotti.
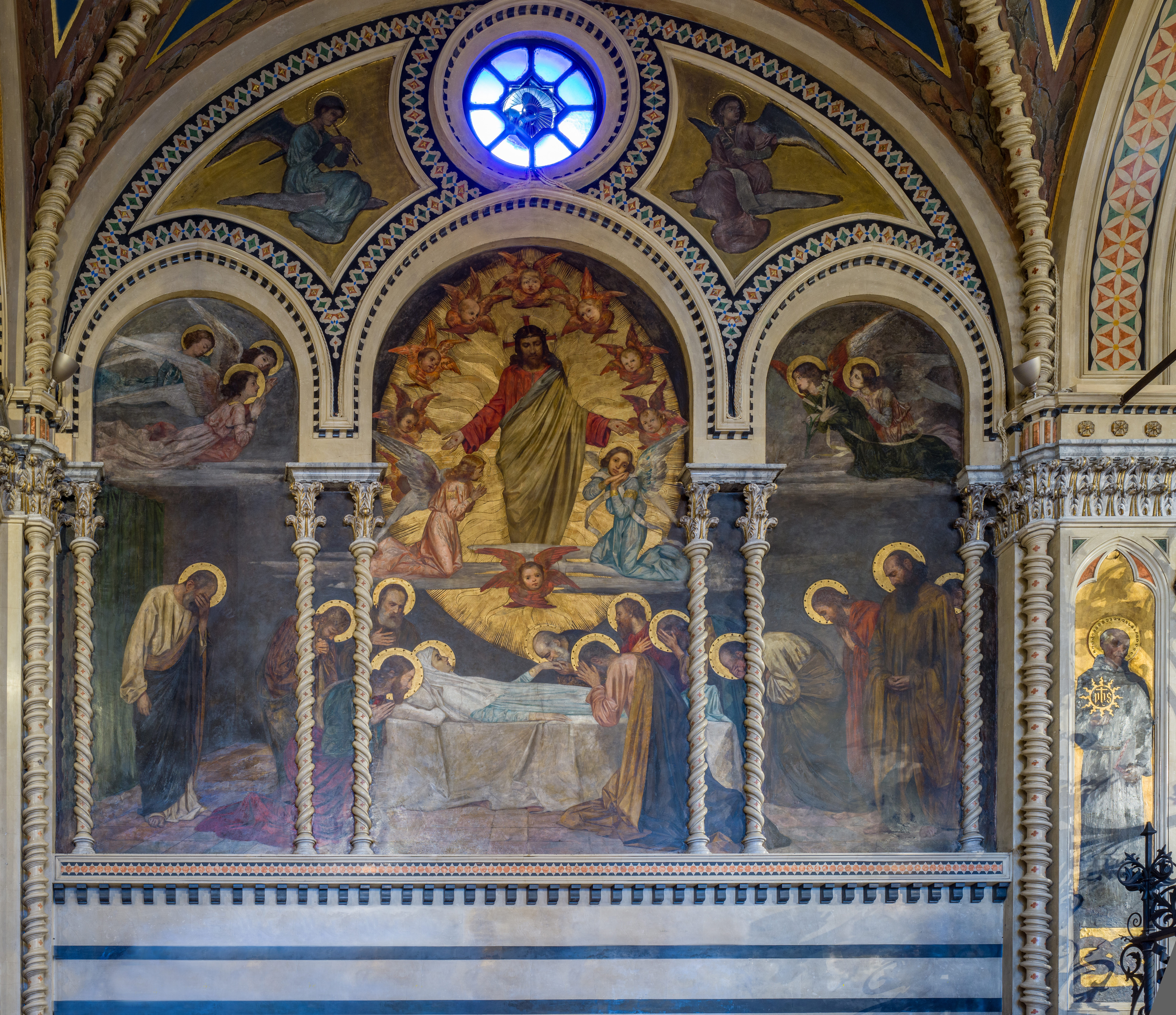
Dormizione del Bortolotti.
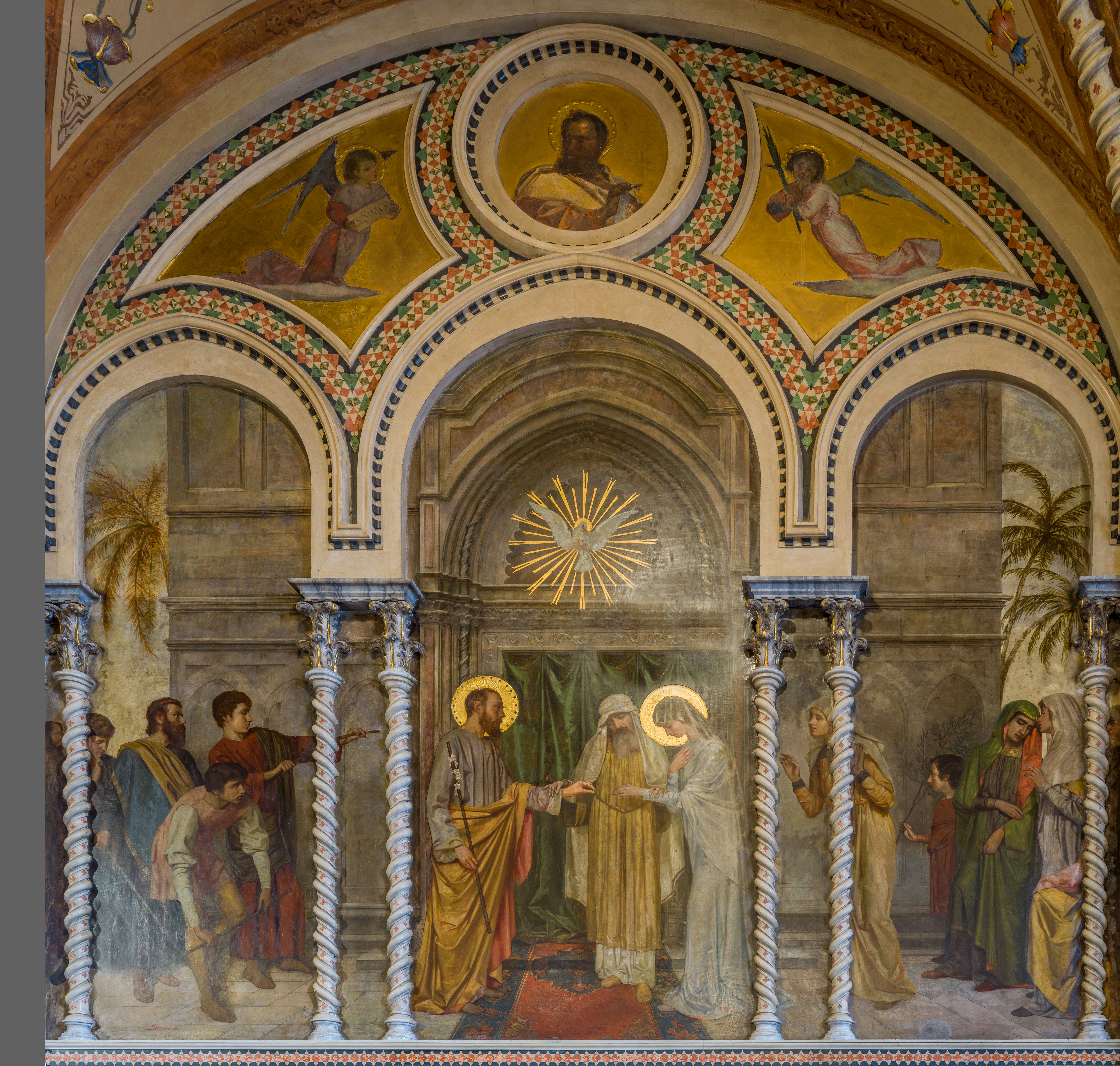
Sposalizio del Bortolotti.
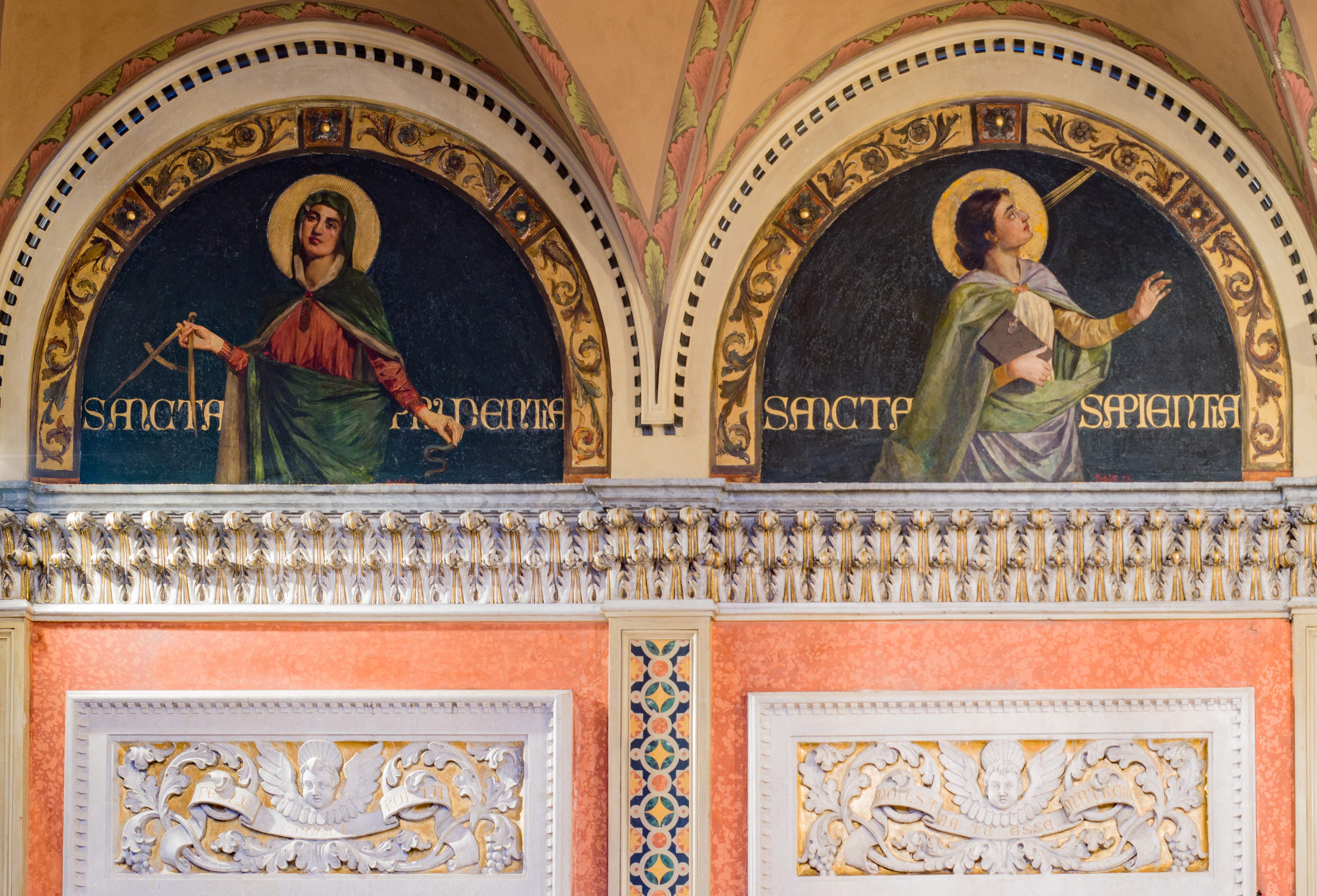
Allegorie Santa Prudenza e Sapienza del Bortolotti.
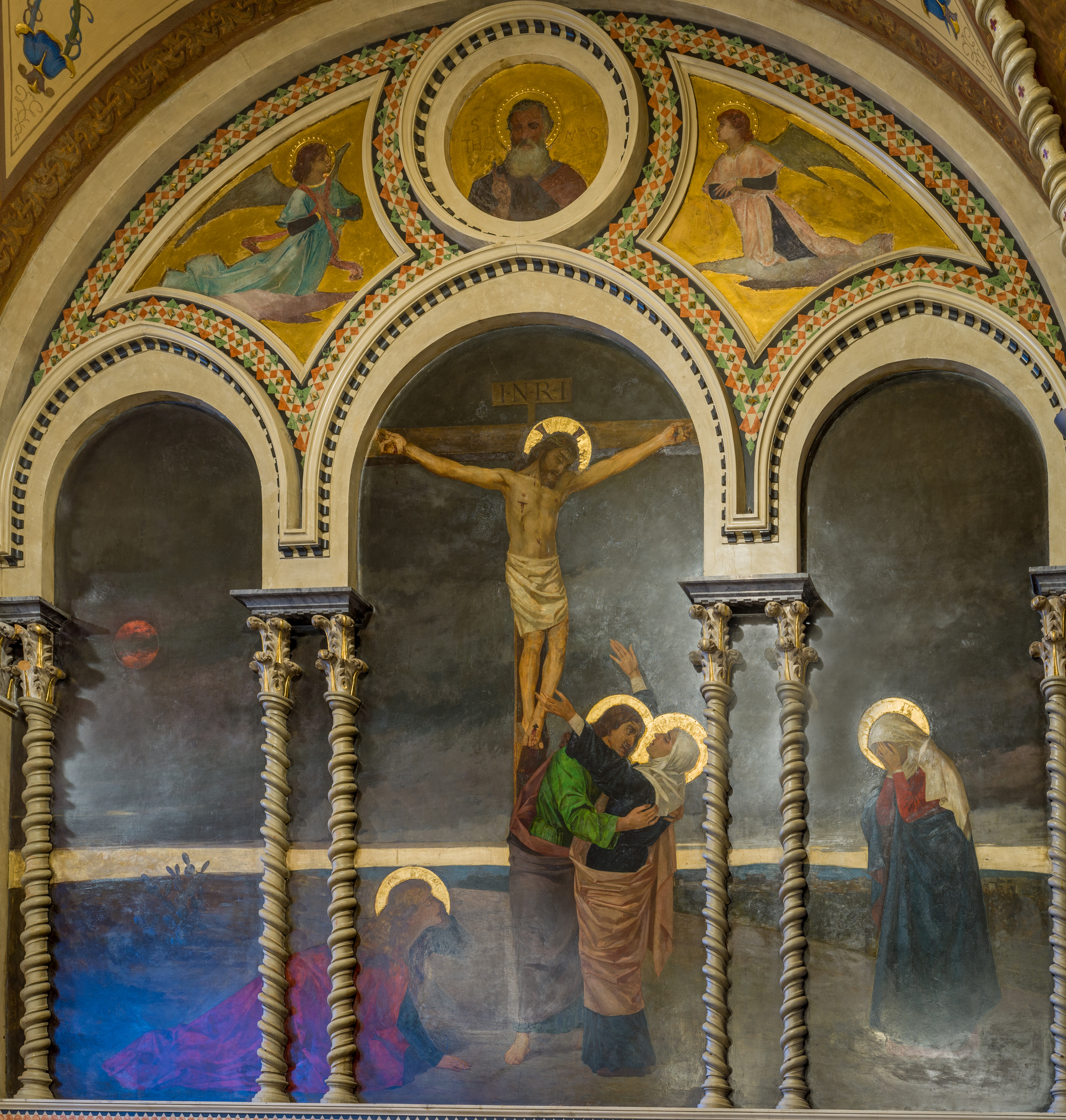
Crocifissione del Bertolotti.
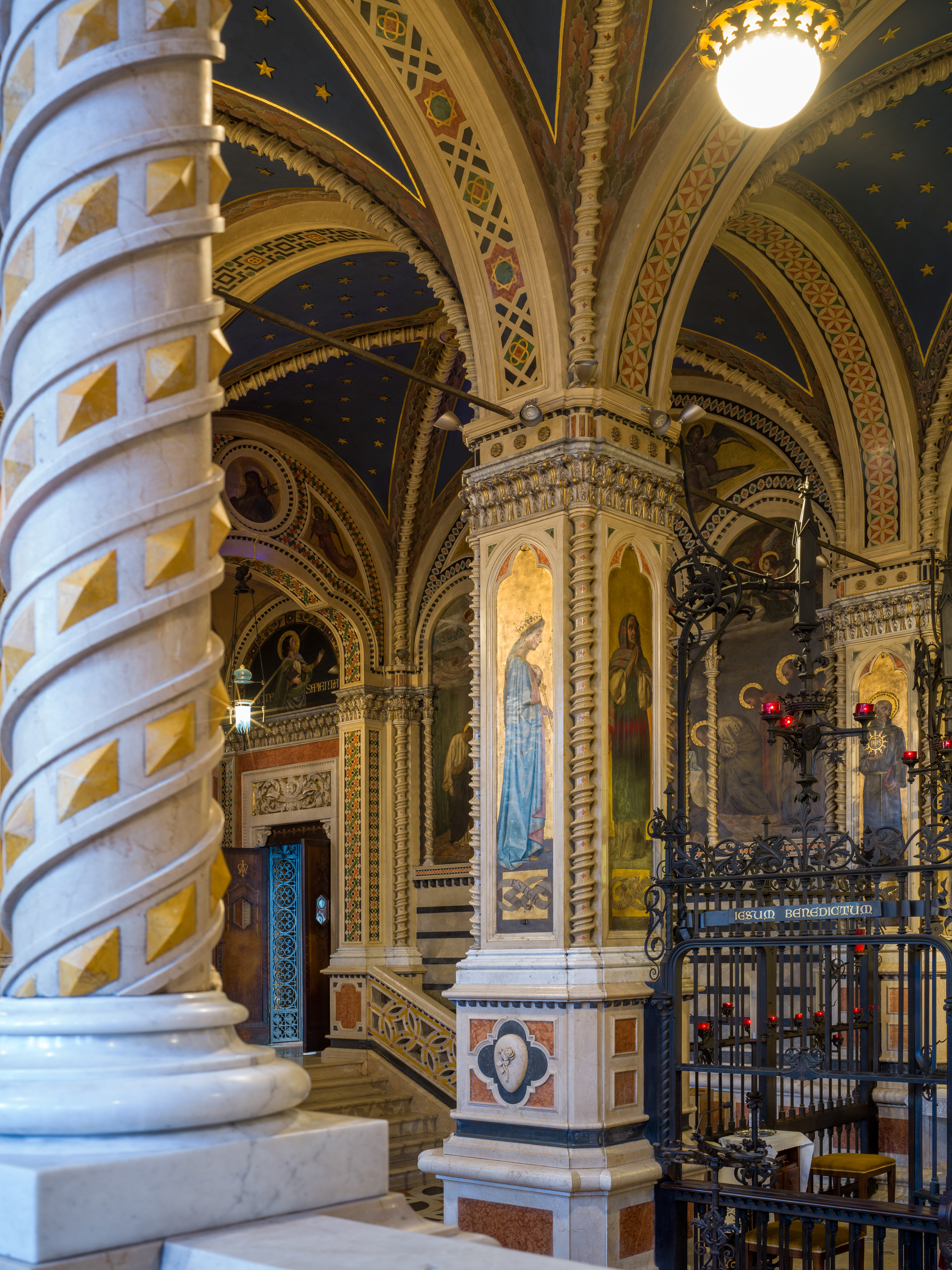
Ester e Sara del Bertolotti.
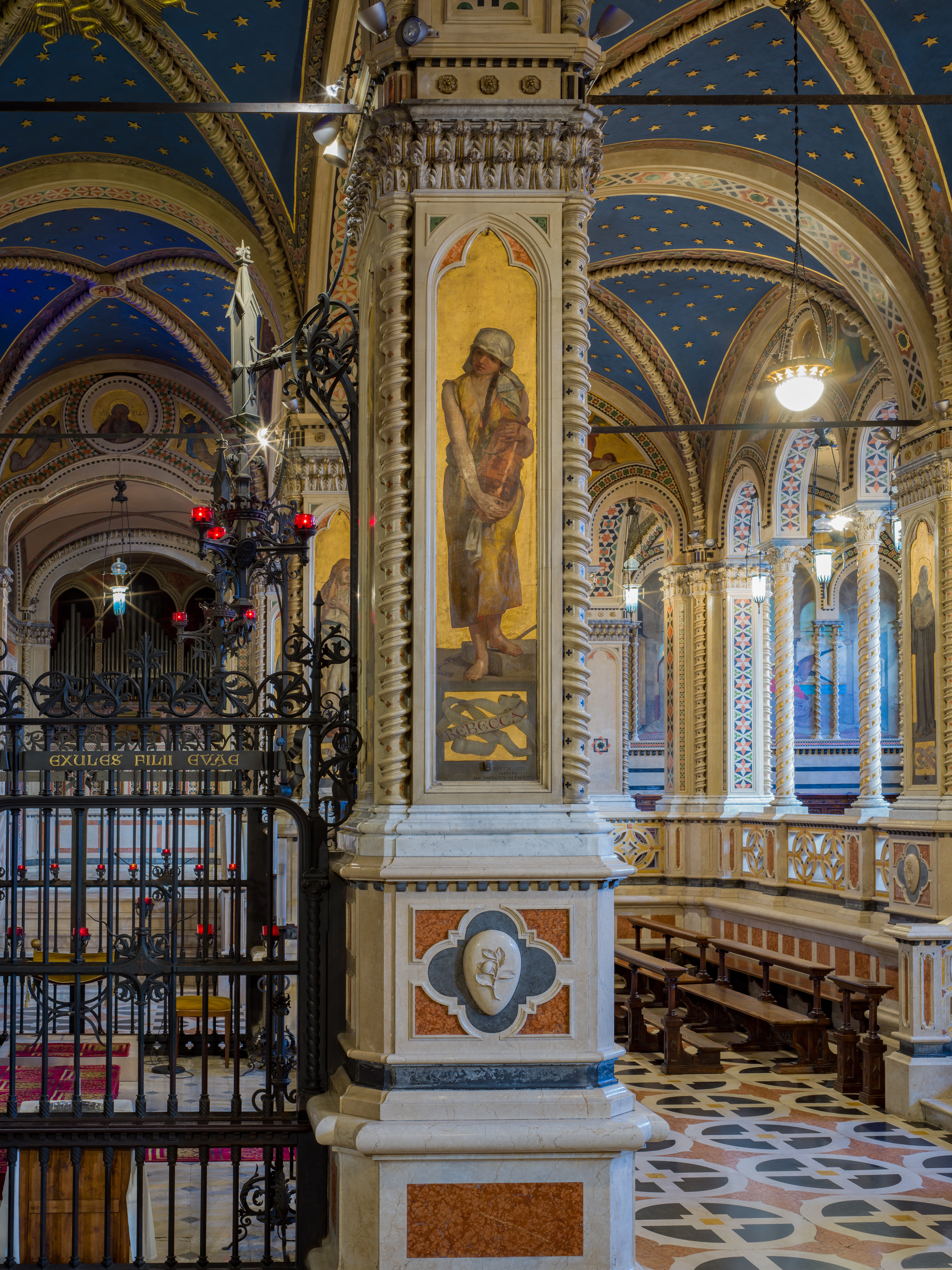
Rebecca del Bertolotti.
Rachele del Bertolotti.
Jahel del Bertolotti.

All'esterno del santuario è presente il chiostro del convento, con al centro una fontana decorata in sommità da una statuetta in bronzo della Madonna, opera di Santo Calegari il Vecchio.
Sul matroneo si trova un organo a canne, costruito nel 1880 da Giovanni Tonoli, riformato dalla ditta Maccarinelli-Frigerio-Fusari nel 1921 secondo i gusti dell'epoca e ripristinato nel 2008 dalla ditta Inzoli. Lo strumento è a trasmissione meccanica ed ha due tastiere ciascuna di 58 note ed una pedaliera dritta di 27.